# General Roberto Fierro Villalobos International Airport
General Roberto Fierro Villalobos International Airport är en flygplats i Mexiko.   Den ligger i kommunen Chihuahua och delstaten Chihuahua, i den nordvästra delen av landet, 1 200 km nordväst om huvudstaden Mexico City. General Roberto Fierro Villalobos International Airport ligger 1 360 meter över havet.
Terrängen runt General Roberto Fierro Villalobos International Airport är varierad. Runt General Roberto Fierro Villalobos International Airport är det glesbefolkat, med 8 invånare per kvadratkilometer. Närmaste större samhälle är Chihuahua, 14,2 km sydväst om General Roberto Fierro Villalobos International Airport. Omgivningarna runt General Roberto Fierro Villalobos International Airport är i huvudsak ett öppet busklandskap.